# Jeffrey Solis
Pour les articles homonymes, voir Solis.
Jeffrey Solis, né le 23 mai 1974, est un arbitre costaricien de football, international depuis 2009.

## Carrière
Il a officié dans des compétitions majeures : 
- Gold Cup 2011 (1 match)
- Championnat d'Amérique du Nord, centrale et Caraïbe de football des moins de 20 ans 2011 (1 match)